# Lupe del Castillo
Lupe del Castillo fue una actriz mexicana de la Época de Oro del cine mexicano, con 61 películas realizadas con papeles de reparto. Sus papeles fueron de portera, sirvienta o mujer anciana.

## Filmografía
- 1939 Juntos, pero no revueltos ...... La Rorra
- 1939 Con los Dorados de Villa ...... Tomasa
- 1941 La gallina clueca ....... Doña Eduviges (no acreditada)
- 1942 El conde de Montecristo  ........  Mujer de Caderousse (no acreditada)
- 1942 Cuando viajan las estrellas ....... Doña Presente (acreditada como Guadalupe Castillo)
- 1942 Historia de un gran amor ......... Valentina (no acreditada)
- 1942 Yo bailé con don Porfirio .......   Sirvienta (no acreditada)
- 1942 ¡Así se quiere en Jalisco! .......  Doña Macaria (no acreditada)
- 1943 ¡Qué lindo es Michoacán! ........  Pianista (no acreditada)
- 1943 El padre Morelos
- 1943 Resurrección
- 1943 Tierra de pasiones .......  Anciana (no acreditada)
- 1943 Santa ........  Dueña del burdel (como Sra. del Castillo)
- 1943 Tentación
- 1944 María Candelaria (Xochimilco) ...... Doctora de huesos (como Guadalupe del Castillo)
- 1944 Caminito alegre
- 1944 Naná
- 1944 La trepadora  ........  Hermana de Soledad
- 1944 Amok  .........  Vieja abortista (como Guadalupe del Castillo)
- 1945 Un beso en la noche ........   Paciente del doctor
- 1945 Capullito de alhelí
- 1945 Las abandonadas  .......  Partera (no acreditada)
- 1945 El jagüey de las ruinas
- 1945 Flor de durazno ........ (no acreditada)
- 1945 La señora de enfrente .....  Mamá de Nena, las cuatro vientos (como Guadalupe del Castillo)
- 1945 La pajarera .....  Doña Remedios (como Guadalupe del Castillo)
- 1945 Bugambilia ......   Rosenda - sirvienta (como Guadalupe del Castillo)
- 1946 El pasajero diez mil .......  Patrona (como Guadalupe del Castillo)
- 1946 Loco y vagabundo  ....... Anciana
- 1947 La casa colorada ......   Petra
- 1947 Extraña cita ....... Felisa
- 1948 Río Escondido ...... Pueblerina anciana (no acreditada)
- 1948 Si Adelita se fuera con otro ........  Doña María
- 1948 Nocturno de amor
- 1948 El supersabio .....  Portera (no acreditada)
- 1948 Rosenda ........  Doña Pomposa (como Guadalupe del Castillo)
- 1949 Comisario en turno .......  Anciana testigo (no acreditada)
- 1949 Cuando los padres se quedan solos ........  Anciana en partida de póquer (no acreditada)
- 1949 El pecado de Laura ......  Doña Lolita (no acreditada)
- 1949 La panchita ....... Anciana lavando ropa (no acreditada)
- 1949 La mujer del puerto .........  Doña Tulita (no acreditada)
- 1949 El rencor de la tierra
- 1949 Una gallega en México ........  Clienta chismosa (no acreditada)
- 1950 La gota de sangre ........ Ramona, ama de llaves (como Guadalupe del Castillo)
- 1950 El rey del barrio ........ Doña Remedios (como Guadalupe del Castillo)
- 1950 Vino el remolino y nos alevantó .......  Portera (como Guadalupe del Castillo)
- 1950 El portero.......  Vecina (no acreditada)
- 1951 Víctimas del pecado......  Señorita Montaño, vecina (no acreditada)
- 1951 Casa de vecindad ........ Doña Francisca, portera
- 1951 La marquesa del barrio.......  Presa (no acreditada)
- 1951 Buenas noches mi amor........ (como Guadalupe del Castillo)
- 1951 Amor a la vida.....   Anciana
- 1951 Crimen y castigo.......  Doña Lorenza (como Guadalupe del Castillo)
- 1951 Acá las tortas......  Portera (no acreditada)
- 1951 El infierno de los pobres
- 1951 Del can-can al mambo......  Profesora (no acreditada)
- 1952 Siempre tuya
- 1952 El ruiseñor del barrio...... Portera
- 1952 Yo fui una callejera
- 1953 Sí, mi vida.....  Señorita directora (como Guadalupe del Castillo)
- 1953 ¡Lo que no se puede perdonar!...... Abortista (no acreditada)